# Mikołaj Szymyślik
Mikołaj Szymyślik (ur. 14 września 1982) – polski piłkarz ręczny, lewy rozgrywający, od 2019 zawodnik luksemburskiego CHEV Diekirch.
Wychowanek Arotu Tęczy Leszno. W latach 2003–2005 był zawodnikiem Tęczy Kościan. W sezonie 2003/2004 zdobył w jej barwach 174 gole, natomiast w sezonie 2004/2005 rzucił 202 bramki i został królem strzelców I ligi. W latach 2005–2010 grał w Chrobrym Głogów, z którym w sezonie 2005/2006 zdobył wicemistrzostwo Polski. W barwach głogowskiej drużyny występował ponadto w Pucharze EHF (2006/2007; zdobył osiem bramek) i Challenge Cup (2007/2008; rzucił 27 goli). W maju 2009 wziął udział w meczu gwiazd Ekstraklasy, zdobywając dla zespołu Południa jedną bramkę.
W latach 2010–2019 był zawodnikiem Zagłębia Lubin. W ciągu dziewięciu sezonów rozegrał w Superlidze w barwach Zagłębia 243 mecze, w których zdobył 694 gole. W sezonie 2011/2012, w którym wystąpił w 27 spotkaniach i rzucił 134 bramki, zajął 8. miejsce w klasyfikacji najlepszych strzelców polskiej ligi.
W 2019 został zawodnikiem luksemburskiego CHEV Diekirch, z którym podpisał dwuletni kontrakt.

## Osiągnięcia
Chrobry Głogów
- 2. miejsce w Ekstraklasie: 2005/2006

Indywidualne
- Król strzelców I ligi: 2004/2005 (202 bramki; Tęcza Kościan)
- 8. miejsce w klasyfikacji najlepszych strzelców Superligi: 2011/2012 (134 bramki; Zagłębie Lubin)[5]
- Uczestnik meczu gwiazd Ekstraklasy 2009 (jedna bramka)[4]